# 1226 (szám)
Az 1226 (római számmal: MCCXXVI) az 1225 és 1227 között található természetes szám.

## A szám a matematikában
A tízes számrendszerbeli 1226-os a kettes számrendszerben 10011001010, a nyolcas számrendszerben 2312, a tizenhatos számrendszerben 4CA alakban írható fel.
Az 1226 páros szám, összetett szám, félprím. Kanonikus alakja 21 · 6131, normálalakban az 1,226 · 103 szorzattal írható fel. Négy osztója van a természetes számok halmazán, ezek növekvő sorrendben: 1, 2, 613 és 1226.
Az 1226 négy szám valódiosztó-összegeként áll elő, ezek az 1384, 1510, 2014 és 2446.

## Csillagászat
- 1226 Golia kisbolygó